# The Hell We Create
The Hell We Create es el séptimo álbum de estudio de la banda estadounidense de metalcore Fit for a King. Fue lanzado el 28 de octubre de 2022 a través de Solid State Records y fue producido por Drew Fulk. Es el primer lanzamiento de la banda con el baterista Trey Celaya a pesar de ser miembro de Invent Animate.

## Lanzamiento y promoción
El 23 de junio de 2022, la banda presentó su primer sencillo, "Reaper", junto con su videoclip. El 10 de agosto, lanzaron su segundo sencillo, "End (The Other Side)", junto con su videoclip. Al mismo tiempo, anunciaron el álbum, su portada, la lista de canciones y la fecha de lanzamiento.
El 8 de septiembre, se publicó su tercer sencillo, "Falling Through the Sky", junto con su videoclip. El 13 de octubre, dos semanas antes del lanzamiento del álbum, lanzaron su cuarto y último sencillo, "Times Like This", con la colaboración de Jonathan Vigil de The Ghost Inside.

## Lista de canciones
| N.º | Título                                                     | Duración |  |
| 1.  | «The Hell We Create»                                       | 4:14     |  |
| 2.  | «End (The Other Side)»                                     | 3:50     |  |
| 3.  | «Falling Through the Sky»                                  | 4:21     |  |
| 4.  | «Sink Below»                                               | 3:08     |  |
| 5.  | «Reaper»                                                   | 3:19     |  |
| 6.  | «Times Like This» (con Jonathan Vigil de The Ghost Inside) | 4:09     |  |
| 7.  | «Eyes Roll Back»                                           | 3:29     |  |
| 8.  | «Fracture»                                                 | 3:23     |  |
| 9.  | «Reaching Out»                                             | 4:21     |  |
| 10. | «What You Left Behind»                                     | 4:04     |  |

## Posicionamiento en lista
| Lista (2022)                          | Posición |
| ------------------------------------- | -------- |
| Estados Unidos (Christian Albums)     | 3        |
| Estados Unidos (Top Hard Rock Albums) | 12       |

## Personal
Fit for a King
- Ryan Kirby – voz principal
- Daniel Gailey – guitarras, coros
- Bobby Lynge – guitarras, coros
- Ryan "Tuck" O'Leary – bajo, voces aguda
- Trey Celaya – batería

Músicos adicionales
- Jonathan Vigil: voz (pista 6).